# Paco González
Francisco González González (Madrid, 6 de octubre de 1966), más conocido como Paco González, es un locutor deportivo español . 

## Biografía
Paco González nació en Madrid en 1966. Su familia es originaria de Folgueras de Cornás (Tineo, Asturias) y se instaló en la capital antes de que él naciera.
Posteriormente cursó Ciencias de la Información rama de Periodismo en la Facultad de Ciencias de la Información (Universidad Complutense de Madrid), aunque no terminó la carrera. A mitad de sus estudios, comenzó a trabajar en la radio como estudiante en prácticas en la Cadena SER, el 2 de julio de 1987, donde se hizo un hueco como redactor deportivo cubriendo acontecimientos como la Copa Mundial de Fútbol de 1990 y los Juegos Olímpicos de Barcelona 1992. En la temporada 1990/91, suplió a José Ramón de la Morena al frente del programa El larguero.
En septiembre de 1992, con 25 años, fue nombrado director de Carrusel deportivo, el programa decano en las retransmisiones deportivas en España. Acompañado de Pepe Domingo Castaño como animador, el nuevo director imprimió un estilo propio al programa, más desenfadado que el de sus predecesores, que le sirvió para mantener el liderazgo de la radio española cada fin de semana y en acontecimientos especiales, como el Mundial de Fútbol o la Eurocopa. Además, escribe columnas y artículos deportivos para As y Don Balón.
Compaginó su trabajo en Carrusel con otras labores en otros medios de comunicación. En 1995 y durante cinco temporadas se puso al frente como director de El tercer tiempo, programa de Canal+. Con el nacimiento de Cuatro presentó Maracaná 05 y 06, que duró dos temporadas hasta que fue retirado por baja audiencia, y en 2009 presentó PokerStars en Antena 3, un espacio patrocinado por la casa de apuestas donde varios famosos juegan al póquer. Desde 1998, su compañero Manolo Lama y él ejercen como comentaristas en la saga de videojuegos FIFA.
El 12 de mayo de 2010, la Cadena SER anunció que Paco González había sido suspendido de empleo y sueldo de forma cautelar como director de Carrusel deportivo. Tanto la empresa como el propio González alegaron como causa del desencuentro las discrepancias por la cobertura de la Copa Mundial de Fútbol de 2010, aunque otras fuentes añaden que los choques se remontan a 2009, cuando la empresa anunció recortes en los programas deportivos y el director se bajó solidariamente el sueldo a cambio de que no despidieran a nadie de su equipo. El mismo día que se conoció la noticia se produjeron fuertes protestas de los oyentes contra la decisión de la SER, mientras que muchos de sus compañeros de profesión se solidarizaron con él.
El 20 de mayo, Paco González anunció su marcha de la SER a través de un grupo de apoyo en Facebook con más de 100.000 miembros, terminando así 23 años de vinculación con esta emisora. El mismo día, Telecinco anunció que contrataba al periodista para ejercer como comentarista de la Copa Mundial de Fútbol de 2010 junto con J. J. Santos.
Al término de la Copa Mundial de Fútbol de Sudáfrica, desveló el 13 de julio de 2010 que fichaba por la COPE para dirigir Tiempo de juego desde el 27 de agosto de 2010, el espacio deportivo de los fines de semana de la cadena, junto a Pepe Domingo Castaño y la gran mayoría de colaboradores en su etapa al frente de Carrusel deportivo, un equipo de 53 personas, así como con algunos de los colaboradores de COPE que ya estaban trabajando en esa cadena antes de la llegada del equipo de González, como Carlos Vanaclocha o Isaac Fouto.Al mismo tiempo, participa como comentarista en El partidazo de COPE.
En septiembre de 2011 se incorporó a la red social Twitter. Cinco días más tarde eliminó su cuenta, alegando que no disponía de suficiente tiempo para atender a las preguntas de sus seguidores en la red social.
En 2012, 2014 y 2016, formó parte del dispositivo de Mediaset con motivo de la Eurocopa de Polonia y Ucrania, Copa Mundial de Fútbol de Brasil y Eurocopa de Francia, respectivamente, abandonando  en el último caso antes de empezar, por el fichaje de Manu Carreño por la Cadena SER y su salida de la COPE.